# Atracis insurgens
Atracis insurgens är en insektsart som först beskrevs av Melichar 1902.  Atracis insurgens ingår i släktet Atracis och familjen Flatidae. Inga underarter finns listade i Catalogue of Life.